# Füllner Werke AG
Füllner Werke AG (of Füllner Heinrich Maschinenfabrik & Maschinenbauanstalt Warmbrunn) was, onder meer, een fabriek voor het vervaardigen van papiermachines in het voormalige Duitse Bad Warmbrunn het tegenwoordige Cieplice Śląskie-Zdrój in Polen.

## Geschiedenis
Het bedrijf werd in 1854 opgezet door Heinrich Füllner als een reparatiewerkplaats voor machines voor het vervaardigen van papier. Tien jaar later bouwde het bedrijf zijn eerste volledige papiermachine. De machines waren een succes, vooral in Duitsland. Na de dood van Heinrich Füllner in 1899, kwam zijn zoon Eugen Füllner (1853-1925) aan de leiding en moderniseerde de fabriek. Het bedrijf bereikte in korte tijd een hoog technisch niveau. Een van de sleutels tot succes was de kwaliteit van zijn machines en de erkenning op internationale tentoonstellingen: in 1897 kreeg het bedrijf een gouden medaille in Leipzig, drie jaar later in Parijs, de Grand Prix alsmede in 1907 en in 1911 de Grand Prix van Turijn. Dit resulteerde in internationale bekendheid en zijn papiermachines werden over de hele wereld geëxporteerd.
Tijdens de Tweede Wereldoorlog produceerde de fabriek op last van het nazi-regime buiten de papiermachines om, ook onderdelen voor de Duitse wapenindustrie onder andere voor (Houwitser-schwere Feldhaubitze 18-) en munitie. Hierbij werd gebruik gemaakt van Joodse dwangarbeiders uit Buitenkamp Bad-Warmbrunn. Na de oorlog nam het Sovjetleger de complete inventaris van de fabriek in beslag en bracht het naar de Sovjet-Unie, het gebied werd onder Pools bestuur geplaatst en etnisch gezuiverd volgens de naoorlogse Conferentie van Potsdam. De Duitse bevolking werd verdreven en vervangen door Polen. De nieuw gevormde Poolse autoriteiten troffen een lege fabriek aan, echter de documenten voor de bouw van de papiermachines waren bewaard gebleven. Hierdoor kwam de beslissing om de papiermachinefabriek weer op te bouwen, tevens omdat de vraag naar papiermachines groot was aangezien tijdens de oorlog een groot aantal Poolse papierfabrieken zwaar werd beschadigd of compleet vernietigd.
De heropgebouwde (staats)fabriek werd omgedoopt tot Fampa en de eerste nieuwe papiermachine werd in 1950 voltooid. Fampa werd een belangrijke papiermachinefabrikant in Polen en andere landen van het Warschaupact. In 1964, kreeg Fampa een licentie op de Brits-Amerikaanse Beloit Walmsley krantenpapier machine. Deze machines, onder licentie geproduceerd, werden geïnstalleerd in diverse Poolse papierfabrieken. Ook in verscheidene andere communistische Oostblok-landen waren de Fampa-Machines populair om zijn "westerse technologie".
In 1991, na de ineenstorting van het communistische regime, verwierf het Amerikaanse Beloit een meerderheidsbelang in het bedrijf. Beloit ging echter failliet in 2000, en een deel van het bedrijf werd doorgestart als paper machinery Poland kort: PMPOLAND Group. Het bedrijf heeft tegenwoordig 650 werknemers en vestigingen in Polen maar ook in de Verenigde Staten, China, Duitsland en Italië.